# 23679 Andrewmoore
23679 Andrewmoore este un asteroid din centura principală de asteroizi.

## Descriere
23679 Andrewmoore este un asteroid din centura principală de asteroizi. A fost descoperit pe 3 aprilie 1997 la Socorro, New Mexico, în cadrul proiectului LINEAR. Asteroidul prezintă o orbită caracterizată de o semiaxă mare de 2,60 ua, o excentricitate de 0,11 și o înclinație de 13,3° în raport cu ecliptica.